# Gian Giacomo dell'Acaya
Giovanni Giacomo dell'Acaya (Napoli, 1500 – Lecce, 6 dicembre 1570) è stato un ingegnere italiano del XVI secolo, specializzato in opere di fortificazione alla moderna.

## Biografia

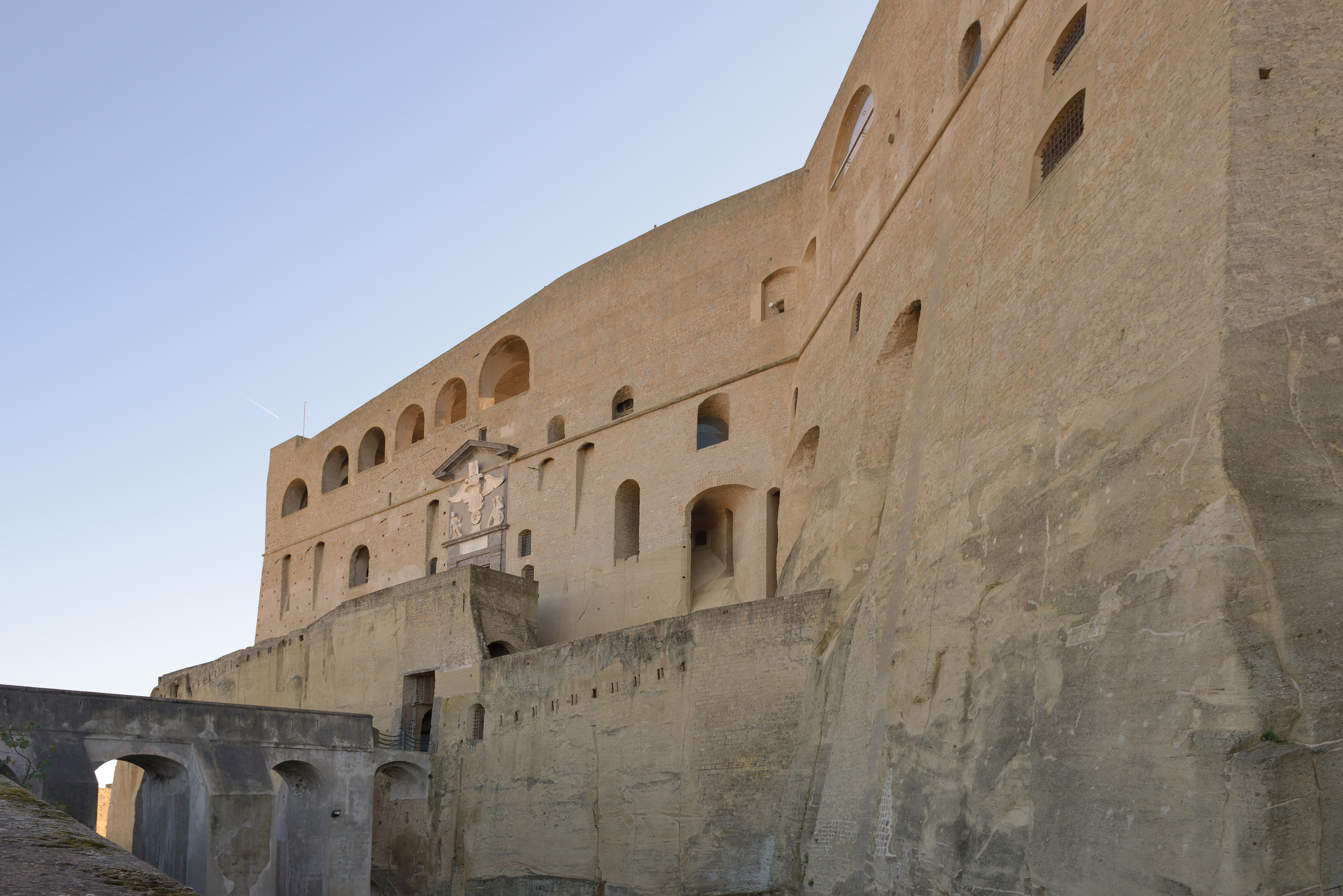
Castel Sant'Elmo

Appartenne alla famiglia feudataria di Segine e di altri feudi, nel Salento a 8 km a est di Lecce. In suo onore il borgo prese, nel 1535, il nome attuale di Acaya.
Fu al servizio dell'imperatore Carlo V, con l'Incarico di Ingegnere generale del Regno di Napoli. Tra le opere da lui progettate, il Castello e la ciità ideale di Acaya (1535), il castello (1539) e le mura fortificate di Lecce, la fortezza di Crotone (o Castello di Carlo V) (1941). Lavorò anche al Castello di Amantea, in Calabria Citra, insieme a Giovanni Maria Buzzacarino. 
Chiamato a Napoli dall'imperatore nel 1545, nel 1546 portò a termine la costruzione di Castel Sant'Elmo, iniziata su disegno di Scrivà nel 1537.
Alla morte del Viceré don Pedro da Toledo (1553), Gian Giacomo si ritirò nel suo feudo di Acaya. Ma nel 1570, per una fideiussione concessa ad un suo amico che non riuscì poi a saldare il proprio debito (un esattore dei tributi doganali di Puglia e Basilicata) fu sottoposto alle procedure esecutive e all’arresto. Morì di stenti quello stesso anno nel carcere di Lecce che, ironia della sorte, aveva anche progettato lui stesso qualche decennio prima.